# Альбаррасин, Николас
Никола́с Габриэ́ль Альбарраси́н Баси́ль (исп. Nicolás Gabriel Albarracín Basil; родился 11 июня 1993 года, Монтевидео) — уругвайский футболист, вингер клуба «Карлос Маннуччи».

## Клубная карьера
Альбаррасин — воспитанник клуба «Монтевидео Уондерерс». 21 ноября 2010 года в матче против «Ривер Плейта» он дебютировал в уругвайской Примере. 11 ноября 2012 года в поединке против столичного «Расинга» Николас забил свой первый гол за «Уондерерс». В начале 2013 года Альбаррасин на правах аренды перешёл в итальянскую «Специю». 16 февраля в матче против «Сассуоло» он дебютировал в итальянской Серии B. В начале 2014 года Николас вернулся в «Уондерерс», где помог клубу занять второе место в чемпионате. В начале 2015 года в матчах Кубка Либертадорес против венесуэльской «Саморы» Николас забил два гола.
Летом 2015 года Альбаррасин вновь был отдан в аренду, его новой командой стал «Пеньяроль». 22 августа в матче против «Эль Танке Сислей» он дебютировал за новый клуб. 6 марта в поединке против «Суд Америка» Николас забил свой первый гол за «Пеньяроль». 10 апреля в матче против «Данубио» Альбаррасин забил гол, который стал первым официальным голом, забитым на новом стадионе команды.

## Международная карьера
В 2015 году Николас стал победителем Панамериканских игр в Канаде. На турнире он сыграл в матчах против Тринидада и Тобаго, Парагвая, Бразилии и дважды Мексики. В поединке против тринидадцев Альбаррасин забил гол.

## Достижения
- Чемпион Уругвая: 2015/16
- Чемпион Панамериканских игр: 2015